# 美洲河乌
美洲河乌（学名：[Cinclus mexicanus] 错误：{{Lang}}：文本有斜体标记（帮助）），是雀形目河乌科的一种鸟类。
美洲河乌体重约56.68克，翼长约89.1毫米，嘴峰长约21.6毫米，喙宽度约3.4毫米，喙厚度约4.8毫米，跗蹠长约29.8毫米，尾长约51.8毫米。美洲河乌在其分布区内为留鸟，其栖息在开放的河流环境中，食性为肉食性，主要食物来源是水生动物。

## 亚种
- [C. m. unicolor] 错误：{{Lang}}：文本有斜体标记（帮助）：分布于阿留申群岛至阿拉斯加、加拿大西部和美国西部。
- [C. m. mexicanus] 错误：{{Lang}}：文本有斜体标记（帮助）：分布于墨西哥北部和中部的高原地区。
- [C. m. anthonyi] 错误：{{Lang}}：文本有斜体标记（帮助）：分布于墨西哥南部恰帕斯至危地马拉和洪都拉斯的山区。
- [C. m. ardesiacus] 错误：{{Lang}}：文本有斜体标记（帮助）：分布于哥斯达黎加和巴拿马西部的山区。[4]